# Coupe du monde de football ConIFA 2018
Navigation
Édition précédente Macédoine du Nord 2020
La Coupe du monde de football ConIFA 2018 est la troisième édition de la Coupe du monde de football ConIFA, un tournoi international de football pour les États, les minorités, les apatrides et les régions non affiliées à la FIFA organisée par la ConIFA,,,,,,,,,,,,,,,,,,,,.

Angleterre

Le tournoi est organisé par l'Association de Football de Barawa,, à Londres en Angleterre plutôt qu'en Somalie qui connait une guerre civile depuis le 26 janvier 1991.
Pour la première fois le tournoi passera de 12 à 16 équipes. Cinq nouvelles équipes feront leur apparition pendant cette édition.
Les matchs de la troisième édition sont diffusés en direct sur la chaîne de la ConIFATV ainsi que diffusés sur youtube suivis par 188 médias presses et chaînes TV à travers le monde.
Pour la première fois de son histoire la sélection de Ruthénie subcarpathique remporte la troisième Coupe du monde de football ConIFA après avoir remporté la finale face à Chypre du Nord 0-0 (t.a.b : 3-2),.

## Préparation de l'événement

### Hôtes
En juin 2017, lors de la réunion de la ConIFA tenue pendant la Coupe d'Europe de football Conifa 2017 à Chypre du Nord, il a été annoncé que l'Association de football de Barawa avait été choisie pour accueillir la Coupe du monde de football 2018. Cependant, selon les critères de la ConIFA, l'hôte est le membre de la ConIFA qui dirige le comité organisateur du tournoi, ce qui ne signifie pas nécessairement qu'il doit être joué sur le territoire de l'hôte. Barawa ou Brava est situé dans le sud-est de la Somalie, mais la FA de Barawa représente les membres de la diaspora somalienne en Angleterre.
Les organisateurs ont décidé d'organiser la Coupe du monde de football ConIFA 2018 à Londres en Angleterre,.
Le 31 mai 2018, la cérémonie d'ouverture pour la troisième coupe du monde débutera dans la ville de Bromley au stade Hayes Lane (en),,.

### Musique officielle
Le groupe Right Said Fred (Richard Fairbrass et Fred Fairbrass) a été choisi pour interpréter l'hymne officiel de Paddy Power pour la compétition. Il s'intitule Bring the House Down et a été dévoilé le 29 mai 2018.

### Partenariat et sponsor
La ConIFA s'est associée avec le réseau d'arbitres internationaux TA (Tournaments Abroad) pour recruter des arbitres pour la 3e édition de la Coupe du monde de football ConIFA.
Le bookmaker irlandais Paddy Power a été annoncé comme sponsor principal de la Coupe du monde de football ConIFA 2018,.
Le 14 février 2018, la ConIFA annonce que la société PrettyGreen travaillera à l'élaboration d'une stratégie de communication stratégique pour stimuler la vente de billets et échanger avec les principaux médias,,.
Le 19 février 2018, la ConIFA annonce un partenariat avec Global FCE, une organisation avec des programmes uniques d'académies de football dans quatre pays, pour offrir un mois de coaching au meilleur jeune joueur de la Coupe du monde de football ConIFA 2018.
Le 9 avril 2018, la ConIFA annonce deux nouveaux partenaires Giordano (store) (en) et Stingz Sportswear Limited qui seront les partenaires officiels.
Le 16 mai 2018, la ConIFA annonce un nouveau partenaire avec la société Perble,.
Le 21 mai 2018, la ConIFA annonce un nouveau partenaire, Bateman's Sports, une société créée en 1893, spécialiste des vêtements, accessoires de sport et magasin d'uniformes scolaire.
Le 23 mai 2018, la ConIFA annonce que la société équipementier sportif allemande Uhlsport fournira les ballons officiels des matchs pour la Coupe du monde de football ConIFA 2018.
Le 25 mai 2018, la ConIFA annonce un nouveau sponsor, la société Statzup fondée en 2013 et se trouvant à Budapest en Hongrie.
Le 30 mai 2018, la ConIFA annonce un nouveau soutien, le Kick It Out (organisation) (en) qui travaille dans les secteurs du football, de l'éducation et de la communauté pour lutter contre la discrimination, encourager les pratiques inclusives et travailler pour le changement positif.

### Wild Card
Pour la première fois de son histoire, la ConIFA utilise le Wild card, qui permet à des équipes remplissant des critères de participer à une compétition.
En mai 2017, la ConIFA a annoncé sur son site que cinq de ses membres (Tibet, Tuvalu, Kiribati, Darfour et Sahara occidental) avaient complété le processus nécessaire pour être pris en compte pour la prochaine Coupe du monde de football ConIFA, lors de la Wild Card le 2 mai 2017.
Finalement, deux équipes sont sélectionnées afin de participer à la troisième édition : le Tibet et les Kiribati.

### Qualification au mondial 2018

Armoiries de la Hongrie.

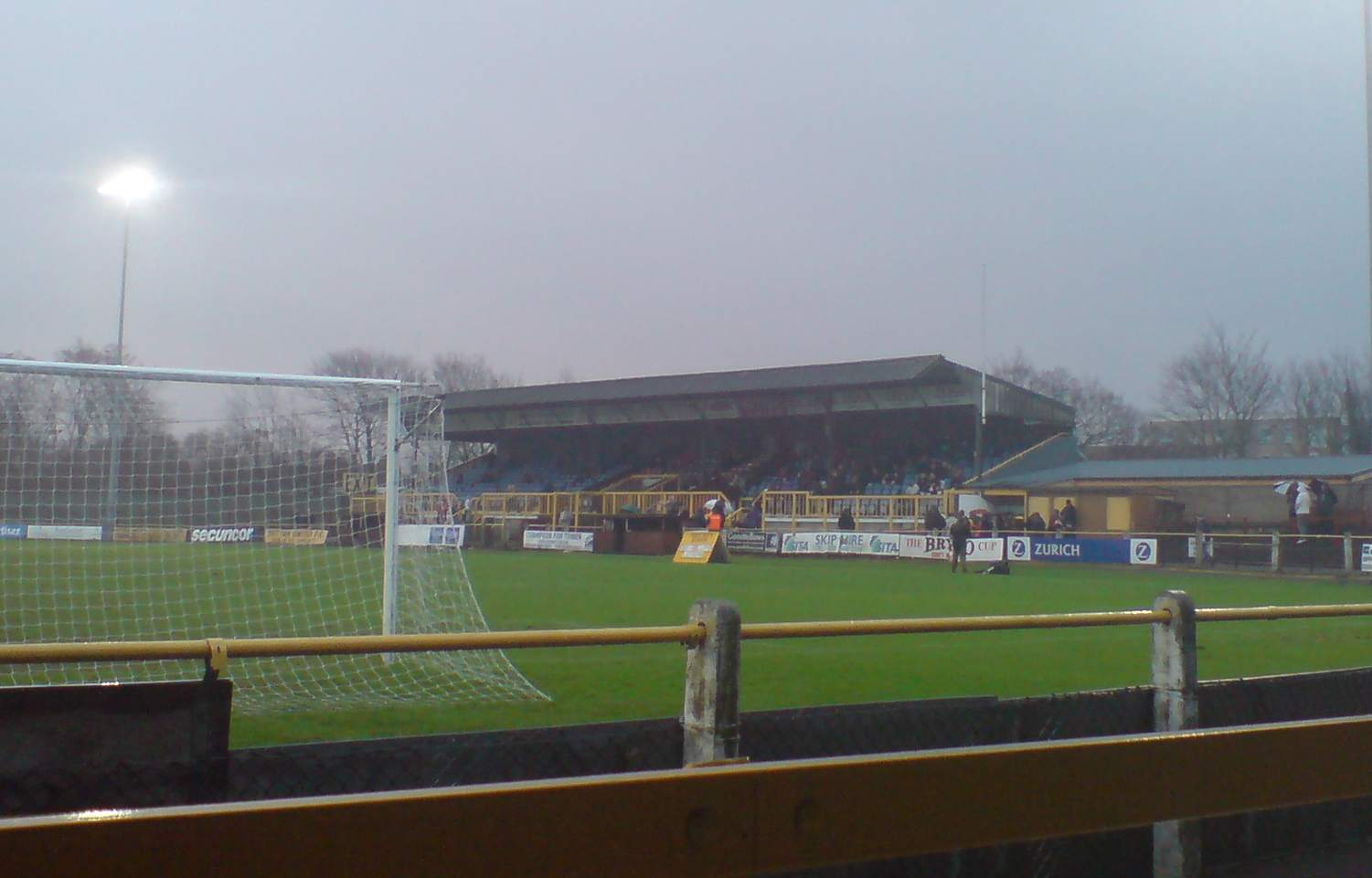
Stade Gander Green Lane

### Équipes participantes

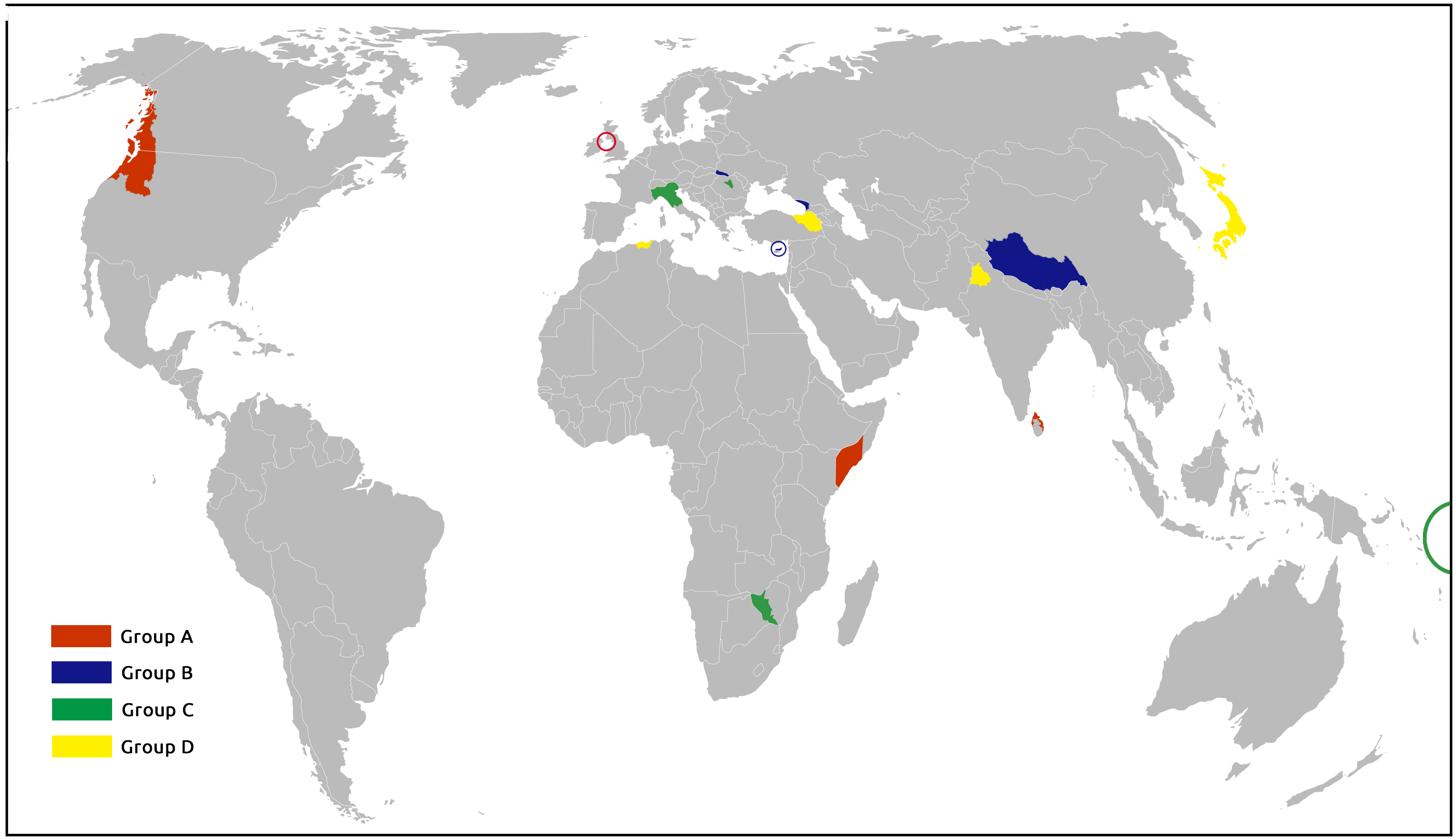
Les équipes participantes au mondial 2018

Au total six équipes sont issues de l'Europe, cinq viennent d'Asie, trois d'Afrique, un d'Amérique du Nord et un d'Océanie.
| Pot 1    | Pot 2                  | Pot 3               | Pot 4        |
| -------- | ---------------------- | ------------------- | ------------ |
| Barawa   | Chypre du Nord         | Haute-Hongrie       | Tibet        |
| Abkhazie | Pays sicule            | Île de Man          | Matabeleland |
| Pendjab  | Coréens Unies au Japon | Arménie occidentale | Kabylie      |
| Padanie  | îlam tamoul,           | Kiribati            | Cascadie     |

### Regret, Retrait et Remplacement
Le président de la FA Sápmis (Laponie) Håkan Kuorak, regrette que l'équipe de Laponie n'ait pas été retenue pour la troisième édition du mondial 2018. Dans son entretien, Håkan Kuorak explique « Le seul espoir pour nous maintenant est de savoir si une équipe va sortir et si nous pouvons obtenir une wild card ».
Le 7 mars 2018, la ConIFA annonce le retrait de la sélection des Kiribati dû à des raisons financières qui ne permet pas la participation à la Coupe du monde. Le Tuvalu, a été choisi comme remplaçant des Kiribati, conformément aux règles de qualification de la ConIFA. Ce sera le deuxième tournoi international de l'équipe nationale de Tuvalu en six mois, après une performance exceptionnelle lors des Mini-Jeux du Pacifique de 2017 à Vanuatu (Men's football at the 2017 Pacific Mini Games (en)),,,.
Le 4 mai 2018, la ConIFA annonce le retrait de la sélection de la Haute-Hongrie du à des raisons d'organisation interne, qui ne permet pas la participation à la Coupe du monde. Elle sera remplacée par la Ruthénie subcarpathique, qui participera à son premier mondial au sein de la ConIFA,.

### Tirage au sort
Le tirage au sort de la phase finale de la Coupe du monde de football ConIFA 2018 a lieu le 6 janvier 2018 à 13h à Kyrenia en Chypre du Nord lors de la 5e Assemblée générale annuelle de la ConIFA,,,.
Le groupe A est composé de l’hôte du tournoi Barawa, de l’Île de Man finaliste de la première édition en 2014, îlam tamoul onzième lors de la première édition et pour la première fois la Cascadie.
Le groupe B est composé de l'Abkhazie championne du monde en 2016, de Chypre du Nord troisième de la seconde édition en 2016, pour la première fois la Haute-Hongrie et du Tibet,.
Le groupe C est composé de la Padanie qui avait terminé 4e lors du premier mondiale et 5e lors de la seconde édition, du Pays sicule 9e en 2016, pour la première fois la sélection de Matabeleland et les Kiribati première équipe d'Océanie à participer à un mondial de la ConIFA, les Kiribati ont participé au tournoi de football aux Jeux du Pacifique de 1979, 2013 et 2011,,.
Le groupe D est composé du Pendjab finaliste de la seconde édition de la Coupe du monde de football ConIFA, de l'Arménie occidentale arrivé 6e et Coréens Unies au Japon 7e lors de la seconde édition en 2016, et la Kabylie pour la première fois,.
L'Équipe du Tibet féminine de football participera est assistera à la Coupe du monde de football ConIFA 2018 afin de participer à des matchs amicaux avec des sélections européennes féminine.

## Acteurs de la Coupe du monde

### Arbitres
La ConIFA a annoncé un total de 25 arbitres pour le tournoi ainsi que les 10 arbitres du réseau d'arbitres internationaux TA (Tournaments Abroad), dirigé par l'ancien officiel de la Premier League Mark Clattenburg,. Pendant le tournoi, les arbitres utiliseront une troisième carte en plus du rouge et du jaune ; la carte verte, présentée comme un concept par le sponsor du tournoi Paddy Power (en), les règles de la Conifa stipulent « qu’un joueur ayant reçu un carton vert doit quitter immédiatement le terrain de jeu, mais peut être remplacé si son équipe n’a pas utilisé tous ses remplaçants. Un joueur qui a reçu un carton vert n’est pas exclu du prochain match,. Quatre arbitres d'Allemagne issue de la Confederation of Football - Verband neu gedacht ainsi que le président de la CFNG rejoindront la compétition est l'effectif déjà en place, ils font également partie des groupes de développement des arbitres qui ont pour but de les amener dans les ligues supérieures.

## Tournoi

### Phase de groupes

#### Groupe A

##### Classements et résultats
| Équipe      | J | V | N | D | BM | BE | DB  | Pts |
| ----------- | - | - | - | - | -- | -- | --- | --- |
| Barawa      | 3 | 2 | 0 | 1 | 7  | 2  | +5  | 6   |
| Cascadie    | 3 | 2 | 0 | 1 | 9  | 5  | +4  | 6   |
| Île de Man  | 3 | 2 | 0 | 1 | 6  | 2  | +3  | 6   |
| îlam tamoul | 3 | 0 | 0 | 3 | 0  | 12 | -12 | 0   |

| 31 mai 2018 | Île de Man                                                             | 4 - 1 | Cascadie         | Gander Green Lane (en), Sutton (Londres), Angleterre |  |
|             | Stephen Whitley 15e · Frank Jones 41e · Sam Caine 62e · Jack McVey 70e |       | 18e Josh Doughty |                                                      |  |
|             | (Rapport)                                                              |       |                  |                                                      |  |

| 31 mai 2018 | Barawa                                                          | 4 - 0 | îlam tamoul | Hayes Lane (en), Bromley, Angleterre |                              |
|             | Solomon Sambou 17e · Shaun Lucien 30e 80e · Gianni Crichlow 43e |       |             | Arbitrage : Mark Clattenburg         | Arbitrage : Mark Clattenburg |
|             | (Rapport)                                                       |       |             | Arbitrage : Mark Clattenburg         | Arbitrage : Mark Clattenburg |

| 2 juin 2018 | Barawa               | 1 - 2 | Cascadie                                | Colston Avenue, Carshalton, Angleterre                                   |                                                                          |
|             | Mohammed Bettamer 9e |       | 35e Josh Doughty · 45+1e Hector Morales | Arbitrage : Utku Hamamcioglu, Isfendiyar Açiksoz, Zekai Tore, Fehim Dayi | Arbitrage : Utku Hamamcioglu, Isfendiyar Açiksoz, Zekai Tore, Fehim Dayi |
|             | (Rapport)            |       |                                         | Arbitrage : Utku Hamamcioglu, Isfendiyar Açiksoz, Zekai Tore, Fehim Dayi | Arbitrage : Utku Hamamcioglu, Isfendiyar Açiksoz, Zekai Tore, Fehim Dayi |

| 2 juin 2018 | Île de Man                          | 2 - 0 | îlam tamoul | Colston Avenue, Carshalton, Angleterre                                           |                                                                                  |
|             | Stephen Whitley 47e · Sam Caine 57e |       |             | Arbitrage : Mario Guastafierro, Esposito Pasquale, Mario Sasso, Massimo Amitrano | Arbitrage : Mario Guastafierro, Esposito Pasquale, Mario Sasso, Massimo Amitrano |
|             | (Rapport)                           |       |             | Arbitrage : Mario Guastafierro, Esposito Pasquale, Mario Sasso, Massimo Amitrano | Arbitrage : Mario Guastafierro, Esposito Pasquale, Mario Sasso, Massimo Amitrano |

| 3 juin 2018 | Île de Man | 0 - 2 | Barawa                                       | Coles Park, Tottenham, Angleterre                                    |                                                                      |
|             |            |       | 40e Mohammed Bettamer · 56e Shaquille Ismail | Arbitrage : Ivan Mrki, Wilhelm Gürtler, Martin Heiland, Leon Dastych | Arbitrage : Ivan Mrki, Wilhelm Gürtler, Martin Heiland, Leon Dastych |
|             | (Rapport)  |       |                                              | Arbitrage : Ivan Mrki, Wilhelm Gürtler, Martin Heiland, Leon Dastych | Arbitrage : Ivan Mrki, Wilhelm Gürtler, Martin Heiland, Leon Dastych |

| 3 juin 2018 | îlam tamoul | 0 - 6 | Cascadie                                                                                            | St Paul's Sports Ground, Rotherhithe, Angleterre                    |                                                                     |
|             |             |       | 10e 87e Joel Nouble (en) · 32e 69e Tayshan Hayden-Smith · 71e Yuri Farkas · 89e Calum Ferguson (en) | Arbitrage : Givi Todua, Ollie Potter, Tomaz Pirman, Kristian Michel | Arbitrage : Givi Todua, Ollie Potter, Tomaz Pirman, Kristian Michel |
|             | (Rapport)   |       | | Arbitrage : Givi Todua, Ollie Potter, Tomaz Pirman, Kristian Michel | Arbitrage : Givi Todua, Ollie Potter, Tomaz Pirman, Kristian Michel |

#### Groupe B

##### Classements et résultats
| Équipe                  | J | V | N | D | BM | BE | DB | Pts |
| ----------------------- | - | - | - | - | -- | -- | -- | --- |
| Ruthénie subcarpathique | 3 | 2 | 1 | 0 | 8  | 2  | +6 | 7   |
| Chypre du Nord          | 3 | 1 | 2 | 0 | 6  | 4  | +2 | 5   |
| Abkhazie                | 3 | 1 | 1 | 1 | 5  | 4  | +1 | 4   |
| Tibet                   | 3 | 0 | 0 | 3 | 2  | 11 | -9 | 0   |

| 31 mai 2018 | Abkhazie                                                                    | 3 - 0 | Tibet | Queen Elizabeth II Stadium, Enfield Town, Angleterre |                              |
| [ 152 ]     | Ruslan Akhvlediani (en) 15e · Dmitri Maskayev (en) 61e · Ruslan Shoniya 77e |       |       | Arbitrage : Raymond Mashamba                         | Arbitrage : Raymond Mashamba |
| [ 152 ]     | (Rapport)                                                                   |       |       | Arbitrage : Raymond Mashamba                         | Arbitrage : Raymond Mashamba |

| 31 mai 2018 | Chypre du Nord        | 1 - 1 | Ruthénie subcarpathique | Queen Elizabeth II Stadium, Enfield Town, Angleterre |  |
|             | Billy Mehmet (en) 13e |       | 53e Alex Svedjuk        |                                                      |  |
|             | (Rapport)             |       |                         |                                                      |  |

| 2 juin 2018 | Abkhazie  | 0 - 2 | Ruthénie subcarpathique                                       | Queen Elizabeth II Stadium, Enfield Town, Angleterre                           |                                                                                |
|             |           |       | 11e Zsolt Gajdos (en) · 90+8e István Sándor (footballer) (en) | Arbitrage : Dmitrii Zhukov, Vitaly Mazin, Valery Kravchenko, Aleksandr Demenko | Arbitrage : Dmitrii Zhukov, Vitaly Mazin, Valery Kravchenko, Aleksandr Demenko |
|             | (Rapport) |       |                                                               | Arbitrage : Dmitrii Zhukov, Vitaly Mazin, Valery Kravchenko, Aleksandr Demenko | Arbitrage : Dmitrii Zhukov, Vitaly Mazin, Valery Kravchenko, Aleksandr Demenko |

| 2 juin 2018 | Chypre du Nord                    | 3 - 1 | Tibet               | Queen Elizabeth II Stadium, Enfield Town, Angleterre                               |                                                                                    |
|             | Halil Turan 2e 67e · Ugur Gök 73e |       | 38e Kalsang Topgyal | Arbitrage : John McCallum, Andrew Mario Parody, Denis Pérez González, David Murphy | Arbitrage : John McCallum, Andrew Mario Parody, Denis Pérez González, David Murphy |
|             | (Rapport)                         |       |                     | Arbitrage : John McCallum, Andrew Mario Parody, Denis Pérez González, David Murphy | Arbitrage : John McCallum, Andrew Mario Parody, Denis Pérez González, David Murphy |

| 3 juin 2018 | Chypre du Nord                  | 2 - 2 | Abkhazie                                      | Queen Elizabeth II Stadium, Enfield Town, Angleterre                           |                                                                                |
|             | Ünal Kaya 32e · Kenan Oshan 78e |       | 20e Dmitri Maskayev (en) · 90e Vladimir Argun | Arbitrage : Dmitrii Zhukov, Vitaly Mazin, Valery Kravchenko, Aleksandr Demenko | Arbitrage : Dmitrii Zhukov, Vitaly Mazin, Valery Kravchenko, Aleksandr Demenko |
|             | (Rapport)                       |       |                                               | Arbitrage : Dmitrii Zhukov, Vitaly Mazin, Valery Kravchenko, Aleksandr Demenko | Arbitrage : Dmitrii Zhukov, Vitaly Mazin, Valery Kravchenko, Aleksandr Demenko |

| 3 juin 2018 | Ruthénie subcarpathique                                                                                    | 5 - 1 | Tibet            | Large Lane, Bracknell, Angleterre                                   |                                                                     |
|             | Zsolt Gajdos (en) 2e · György Sándor (footballer) (en) 36e · Ronald Takács (en) 41e 77e · Alex Svedjuk 75e |       | 73e Pema Lhundup | Arbitrage : Raymond Mashamba, René Jacobi, Martin Rauh, Dennis Wall | Arbitrage : Raymond Mashamba, René Jacobi, Martin Rauh, Dennis Wall |
|             | (Rapport)                                                                                                  |       |                  | Arbitrage : Raymond Mashamba, René Jacobi, Martin Rauh, Dennis Wall | Arbitrage : Raymond Mashamba, René Jacobi, Martin Rauh, Dennis Wall |

#### Groupe C

##### Classements et résultats
| Équipe       | J | V | N | D | BM | BE | DB  | Pts |
| ------------ | - | - | - | - | -- | -- | --- | --- |
| Padanie      | 3 | 3 | 0 | 0 | 17 | 2  | +15 | 9   |
| Pays sicule  | 3 | 2 | 0 | 1 | 10 | 3  | +7  | 6   |
| Matabeleland | 3 | 1 | 0 | 2 | 4  | 12 | -8  | 3   |
| Tuvalu       | 3 | 0 | 0 | 3 | 1  | 15 | -14 | 0   |

| 31 mai 2018 | Padanie                                                                                     | 6 - 1 | Matabeleland       | Gander Green Lane (en), Sutton (Londres), Angleterre |  |
|             | Giacomo Innocenti 10e 47e · Gabriele Piantoni 39e 42e · Guilo Valente 60e · Andrea Rota 61e |       | 78e Thabiso Ndlela |                                                      |  |
|             | (Rapport)                                                                                   |       |                    |                                                      |  |

| 31 mai 2018 | Pays sicule                                   | 4 - 0 | Tuvalu | Coles Park, Tottenham, Angleterre |
|             | Barna Bajkó 1re 63e 68e · Szilárd Magyari 76e |       |        |                                   |
|             | (Rapport)                                     |       |        |                                   |

| 2 juin 2018 | Pays sicule                                                                                              | 5 - 0 | Matabeleland | Coles Park, Tottenham, Angleterre                                       |                                                                         |
|             | István Fülöp (footballer) (en) 31e · Arthur Györgyi 40e · Szilárd Magyari 42e 54e · László Hodgyai 90+1e |       |              | Arbitrage : Igor Gorshkov, Karl Parker, Roger Lundback, Clément Auclair | Arbitrage : Igor Gorshkov, Karl Parker, Roger Lundback, Clément Auclair |
|             | (Rapport)                                                                                                |       |              | Arbitrage : Igor Gorshkov, Karl Parker, Roger Lundback, Clément Auclair | Arbitrage : Igor Gorshkov, Karl Parker, Roger Lundback, Clément Auclair |

| 2 juin 2018 | Padanie                                                                                          | 8 - 0 | Tuvalu | Coles Park, Tottenham, Angleterre                                   |                                                                     |
|             | Federico Corno 8e 12e 38e · Riccardo Ravasi 17e · Guilo Valente 32e 44e 89e · William Rosset 72e |       |        | Arbitrage : Raymond Mashamba, René Jacobi, Martin Rauh, Dennis Wall | Arbitrage : Raymond Mashamba, René Jacobi, Martin Rauh, Dennis Wall |
|             | (Rapport)                                                                                        |       |        | Arbitrage : Raymond Mashamba, René Jacobi, Martin Rauh, Dennis Wall | Arbitrage : Raymond Mashamba, René Jacobi, Martin Rauh, Dennis Wall |

| 3 juin 2018 | Padanie                                                             | 3 - 1 | Pays sicule      | Bedfont Recreation Ground, Bedfont, Angleterre                           |                                                                          |
|             | Gianluca Rolandone 19e · Giacomo Innocenti 27e · Ersid Pllumbaj 45e |       | 90e László Szocs | Arbitrage : Fehim Dayi, Zekai Tore, Isfendiyar Açiksoz, Utku Hamamcioglu | Arbitrage : Fehim Dayi, Zekai Tore, Isfendiyar Açiksoz, Utku Hamamcioglu |
|             | (Rapport)                                                           |       |                  | Arbitrage : Fehim Dayi, Zekai Tore, Isfendiyar Açiksoz, Utku Hamamcioglu | Arbitrage : Fehim Dayi, Zekai Tore, Isfendiyar Açiksoz, Utku Hamamcioglu |

| 3 juin 2018 | Tuvalu              | 1 - 3 | Matabeleland                               | Coles Park, Tottenham, Angleterre                                    |                                                                      |
|             | Etimoni Timuani 27e |       | 25e 38e Shylock Ndlovu · 91e Sipho Mlalazi | Arbitrage : Clément Auclair, Karl Parker, Harry Rance, Igor Gorshkov | Arbitrage : Clément Auclair, Karl Parker, Harry Rance, Igor Gorshkov |
|             | (Rapport)           |       |                                            | Arbitrage : Clément Auclair, Karl Parker, Harry Rance, Igor Gorshkov | Arbitrage : Clément Auclair, Karl Parker, Harry Rance, Igor Gorshkov |

#### Groupe D

##### Classements et résultats
| Équipe                 | J | V | N | D | BM | BE | DB  | Pts |
| ---------------------- | - | - | - | - | -- | -- | --- | --- |
| Arménie occidentale    | 3 | 2 | 1 | 0 | 5  | 0  | +5  | 7   |
| Pendjab                | 3 | 1 | 1 | 1 | 9  | 2  | +7  | 4   |
| Coréens Unies au Japon | 3 | 0 | 3 | 0 | 1  | 1  | 0   | 3   |
| Kabylie                | 3 | 0 | 1 | 2 | 0  | 12 | -12 | 1   |

| 31 mai 2018 | Pendjab | 8 - 0 | Kabylie | Arbor Park, Slough, Berkshire, Angleterre |
|             | Amarvir Singh Sandhu 44e · Amar Singh Purewal 22e 61e · Gurjit Singh 82e 93e · Kamaljat Singh 51e 66e · Rajpal Singh Virk 53e |       |         |                                           |
|             | (Rapport) |       |         |                                           |

| 31 mai 2018 | Coréens Unies au Japon | 0 - 0 | Arménie occidentale | Colston Avenue, Carshalton, Angleterre |  |
|             |                        |       |                     |                                        |  |
|             | (Rapport)              |       |                     |                                        |  |

| 2 juin 2018 | Coréens Unies au Japon | 0 - 0 | Kabylie | Large Lane, Bracknell, Angleterre                                      |
|             |                        |       |         | Arbitrage : Leon Dastych, Martin Heiland, Wilhelm Gürtler, Ivan Mrkalj |
|             | (Rapport)              |       |         |                                                                        |

| 2 juin 2018 | Pendjab   | 0 - 1 | Arménie occidentale        | Arbor Park, Slough, Berkshire, Angleterre                           |                                                                     |
|             |           |       | 14e Vahagn Militosyan (en) | Arbitrage : Kristian Michel, Tomaz Pirman, Ollie Potter, Givi Todua | Arbitrage : Kristian Michel, Tomaz Pirman, Ollie Potter, Givi Todua |
|             | (Rapport) |       |                            | Arbitrage : Kristian Michel, Tomaz Pirman, Ollie Potter, Givi Todua | Arbitrage : Kristian Michel, Tomaz Pirman, Ollie Potter, Givi Todua |

| 3 juin 2018 | Pendjab                | 1 - 1 | Coréens Unies au Japon | Arbor Park, Slough, Berkshire, Angleterre                                          |                                                                                    |
|             | Amar Singh Purewal 77e |       | 90+4e Mun Su-hyeon     | Arbitrage : David Murphy, Denis Pérez González, Andrew Mario Parody, John McCallum | Arbitrage : David Murphy, Denis Pérez González, Andrew Mario Parody, John McCallum |
|             | (Rapport)              |       |                        | Arbitrage : David Murphy, Denis Pérez González, Andrew Mario Parody, John McCallum | Arbitrage : David Murphy, Denis Pérez González, Andrew Mario Parody, John McCallum |

| 3 juin 2018 | Arménie occidentale                                                               | 4 - 0 | Kabylie | Queen Elizabeth II Stadium, Enfield Town, Angleterre                             |                                                                                  |
|             | Arman Mossian 23e · Vicken Valenza-Berberian 61e 87e · Vahagn Militosyan (en) 89e |       |         | Arbitrage : Massimo Amitrano, Mario Guastafierro, Esposito Pasquale, Mario Sasso | Arbitrage : Massimo Amitrano, Mario Guastafierro, Esposito Pasquale, Mario Sasso |
|             | (Rapport)                                                                         |       |         | Arbitrage : Massimo Amitrano, Mario Guastafierro, Esposito Pasquale, Mario Sasso | Arbitrage : Massimo Amitrano, Mario Guastafierro, Esposito Pasquale, Mario Sasso |

### Phase à élimination directe
|  | Quarts de finale                                              | Quarts de finale                                              |                                                               |                                                               | Demi-finales                                    | Demi-finales                                    |   |  | Finale                                                        | Finale                                                        |
|  | Quarts de finale                                              | Quarts de finale                                              |                                                               |                                                               | Demi-finales                                    | Demi-finales                                    |   |  | Finale                                                        | Finale                                                        |
|  |                                                               |                                                               |                                                               |                                                               |                                                 |                                                 |   |  |                                                               |                                                               |
|  | 5 juin / Gander Green Lane (en), Sutton (Londres), Angleterre | 5 juin / Gander Green Lane (en), Sutton (Londres), Angleterre |                                                               |                                                               | 7 juin / Colston Avenue, Carshalton, Angleterre | 7 juin / Colston Avenue, Carshalton, Angleterre |   |  | 9 juin / Queen Elizabeth II Stadium, Enfield Town, Angleterre | 9 juin / Queen Elizabeth II Stadium, Enfield Town, Angleterre |
|  | 5 juin / Gander Green Lane (en), Sutton (Londres), Angleterre | 5 juin / Gander Green Lane (en), Sutton (Londres), Angleterre |                                                               |                                                               | 7 juin / Colston Avenue, Carshalton, Angleterre | 7 juin / Colston Avenue, Carshalton, Angleterre |   |  | 9 juin / Queen Elizabeth II Stadium, Enfield Town, Angleterre | 9 juin / Queen Elizabeth II Stadium, Enfield Town, Angleterre |
|  | Barawa                                                        | 0                                                             |                                                               |                                                               | 7 juin / Colston Avenue, Carshalton, Angleterre | 7 juin / Colston Avenue, Carshalton, Angleterre |   |  | 9 juin / Queen Elizabeth II Stadium, Enfield Town, Angleterre | 9 juin / Queen Elizabeth II Stadium, Enfield Town, Angleterre |
|  | Barawa                                                        | 0                                                             |                                                               |                                                               | 7 juin / Colston Avenue, Carshalton, Angleterre | 7 juin / Colston Avenue, Carshalton, Angleterre |   |  | 9 juin / Queen Elizabeth II Stadium, Enfield Town, Angleterre | 9 juin / Queen Elizabeth II Stadium, Enfield Town, Angleterre |
|  | Chypre du Nord                                                | 8                                                             |                                                               |                                                               | 7 juin / Colston Avenue, Carshalton, Angleterre | 7 juin / Colston Avenue, Carshalton, Angleterre |   |  | 9 juin / Queen Elizabeth II Stadium, Enfield Town, Angleterre | 9 juin / Queen Elizabeth II Stadium, Enfield Town, Angleterre |
|  | Chypre du Nord                                                | 8                                                             | Chypre du Nord                                                | 3                                                             |                                                 |                                                 |   |  | 9 juin / Queen Elizabeth II Stadium, Enfield Town, Angleterre | 9 juin / Queen Elizabeth II Stadium, Enfield Town, Angleterre |
|  | 5 juin / Large Lane, Bracknell, Angleterre                    |                                                               | Chypre du Nord                                                | 3                                                             |                                                 |                                                 |   |  | 9 juin / Queen Elizabeth II Stadium, Enfield Town, Angleterre | 9 juin / Queen Elizabeth II Stadium, Enfield Town, Angleterre |
|  |                                                               | Padanie                                                       | 2                                                             |                                                               |                                                 |                                                 |   |  | 9 juin / Queen Elizabeth II Stadium, Enfield Town, Angleterre | 9 juin / Queen Elizabeth II Stadium, Enfield Town, Angleterre |
|  | Padanie                                                       | Padanie                                                       | 2                                                             | 2                                                             |                                                 |                                                 |   |  | 9 juin / Queen Elizabeth II Stadium, Enfield Town, Angleterre | 9 juin / Queen Elizabeth II Stadium, Enfield Town, Angleterre |
|  | Padanie                                                       |                                                               |                                                               | 2                                                             |                                                 |                                                 |   |  | 9 juin / Queen Elizabeth II Stadium, Enfield Town, Angleterre | 9 juin / Queen Elizabeth II Stadium, Enfield Town, Angleterre |
|  | Pendjab                                                       | 0                                                             |                                                               |                                                               |                                                 |                                                 |   |  | 9 juin / Queen Elizabeth II Stadium, Enfield Town, Angleterre | 9 juin / Queen Elizabeth II Stadium, Enfield Town, Angleterre |
|  | Pendjab                                                       | 0                                                             | Ruthénie subcarpathique                                       | 0 (3)                                                         |                                                 |                                                 |   |  |                                                               |                                                               |
|  | 5 juin / Gander Green Lane (en), Sutton (Londres), Angleterre |                                                               | Ruthénie subcarpathique                                       | 0 (3)                                                         |                                                 |                                                 |   |  |                                                               |                                                               |
|  |                                                               | Chypre du Nord                                                | 0 (2)                                                         |                                                               |                                                 |                                                 |   |  |                                                               |                                                               |
|  | Ruthénie subcarpathique                                       | Chypre du Nord                                                | 0 (2)                                                         | 3                                                             |                                                 |                                                 |   |  |                                                               |                                                               |
|  | Ruthénie subcarpathique                                       | 7 juin / Colston Avenue, Carshalton, Angleterre               |                                                               | 3                                                             |                                                 |                                                 |   |  |                                                               |                                                               |
|  | Cascadie                                                      | 1                                                             |                                                               |                                                               |                                                 |                                                 |   |  |                                                               |                                                               |
|  | Cascadie                                                      | 1                                                             | Ruthénie subcarpathique                                       | 4                                                             |                                                 |                                                 |   |  |                                                               |                                                               |
|  | 5 juin / Hayes Lane (en), Bromley, Angleterre                 | 5 juin / Hayes Lane (en), Bromley, Angleterre                 | Ruthénie subcarpathique                                       | 4                                                             | Match pour la 3e place                          | Match pour la 3e place                          |   |  |                                                               |                                                               |
|  | 5 juin / Hayes Lane (en), Bromley, Angleterre                 | 5 juin / Hayes Lane (en), Bromley, Angleterre                 |                                                               | Pays sicule                                                   | Match pour la 3e place                          | Match pour la 3e place                          | 2 |  |                                                               |                                                               |
|  | Arménie occidentale                                           | 0                                                             | 9 juin / Queen Elizabeth II Stadium, Enfield Town, Angleterre | 9 juin / Queen Elizabeth II Stadium, Enfield Town, Angleterre |                                                 |                                                 | 2 |  |                                                               |                                                               |
|  | Arménie occidentale                                           | 0                                                             | 9 juin / Queen Elizabeth II Stadium, Enfield Town, Angleterre | 9 juin / Queen Elizabeth II Stadium, Enfield Town, Angleterre |                                                 |                                                 |   |  |                                                               |                                                               |
|  | Pays sicule                                                   | 4                                                             |                                                               | Padanie                                                       | 0 (5)                                           |                                                 |   |  |                                                               |                                                               |
|  | Pays sicule                                                   | 4                                                             |                                                               | Padanie                                                       | 0 (5)                                           |                                                 |   |  |                                                               |                                                               |
|  |                                                               |                                                               |                                                               |                                                               |                                                 |                                                 |   |  | Pays sicule                                                   | 0 (4)                                                         |
|  |                                                               |                                                               |                                                               |                                                               |                                                 |                                                 |   |  | Pays sicule                                                   | 0 (4)                                                         |

#### Quarts de finale
| 5 juin 2018 | Barawa    | 0 - 8 | Chypre du Nord | Gander Green Lane (en), Sutton (Londres), Angleterre                  |                                                                       |
|             |           |       | 15e 80e Ugur Gök · 51e Serhan Önet · 58e (csc) Ayuub Ali · 54e 69e Halil Turan · 84e Billy Mehmet (en) · 89e Tansel Ekingen | Arbitrage : Ivan Mrkalj, Martin Heiland, Wilhelm Gürtler, René Jacobi | Arbitrage : Ivan Mrkalj, Martin Heiland, Wilhelm Gürtler, René Jacobi |
|             | (Rapport) |       | | Arbitrage : Ivan Mrkalj, Martin Heiland, Wilhelm Gürtler, René Jacobi | Arbitrage : Ivan Mrkalj, Martin Heiland, Wilhelm Gürtler, René Jacobi |

| 5 juin 2018 | Padanie                                  | 2 - 0 | Pendjab | Large Lane, Bracknell, Angleterre                                              |                                                                                |
|             | Giacomo Innocenti 59e · Nicolò Pavan 90e |       |         | Arbitrage : Vitaly Mazin, Valery Kravchenko, Aleksandr Demenko, Dmitrii Zhukov | Arbitrage : Vitaly Mazin, Valery Kravchenko, Aleksandr Demenko, Dmitrii Zhukov |
|             | (Rapport)                                |       |         | Arbitrage : Vitaly Mazin, Valery Kravchenko, Aleksandr Demenko, Dmitrii Zhukov | Arbitrage : Vitaly Mazin, Valery Kravchenko, Aleksandr Demenko, Dmitrii Zhukov |

| 5 juin 2018 | Ruthénie subcarpathique                                           | 3 - 1 | Cascadie          | Gander Green Lane (en), Sutton (Londres), Angleterre                     |                                                                          |
|             | Gergo Gyürki 49e · Ronald Takács (en) 59e · Zsolt Gajdos (en) 87e |       | 80e Hamza Haddadi | Arbitrage : Fehim Dayi, Isfendiyar Açiksoz, Zekai Tore, Utku Hamamcioglu | Arbitrage : Fehim Dayi, Isfendiyar Açiksoz, Zekai Tore, Utku Hamamcioglu |
|             | (Rapport)                                                         |       |                   | Arbitrage : Fehim Dayi, Isfendiyar Açiksoz, Zekai Tore, Utku Hamamcioglu | Arbitrage : Fehim Dayi, Isfendiyar Açiksoz, Zekai Tore, Utku Hamamcioglu |

| 5 juin 2018 | Arménie occidentale | 0 - 4 | Pays sicule                                                                          | Hayes Lane (en), Bromley, Angleterre                                            |                                                                                 |
|             |                     |       | 36e Zsolt Tankó · 61e Csaba Csizmadia (en) · 65e Lóránd Fülöp (en) · 86e Barna Bajkó | Arbitrage : Givi Todua, Andrew Mario Parody, Denis Pérez González, David Murphy | Arbitrage : Givi Todua, Andrew Mario Parody, Denis Pérez González, David Murphy |
|             | (Rapport)           |       |                                                                                      | Arbitrage : Givi Todua, Andrew Mario Parody, Denis Pérez González, David Murphy | Arbitrage : Givi Todua, Andrew Mario Parody, Denis Pérez González, David Murphy |

### Tableau final

#### Demi-finales
| 7 juin 2018 | Chypre du Nord                              | 3 - 2 | Padanie                                     | Colston Avenue, Carshalton, Angleterre                                         |                                                                                |
|             | Billy Mehmet (en) 36e 84e · Halil Turan 80e |       | 30e Riccardo Ravasi · 47e Giacomo Innocenti | Arbitrage : Dmitrii Zhukov, Vitaly Mazin, Valery Kravchenko, Aleksandr Demenko | Arbitrage : Dmitrii Zhukov, Vitaly Mazin, Valery Kravchenko, Aleksandr Demenko |
|             | (Rapport)                                   |       |                                             | Arbitrage : Dmitrii Zhukov, Vitaly Mazin, Valery Kravchenko, Aleksandr Demenko | Arbitrage : Dmitrii Zhukov, Vitaly Mazin, Valery Kravchenko, Aleksandr Demenko |

| 7 juin 2018 | Ruthénie subcarpathique                                    | 4 - 2 | Pays sicule                                | Colston Avenue, Carshalton, Angleterre                                                  |                                                                                         |
|             | György Toma 36e 47e · Gergo Gyürki 75e · Csaba Peres 90+1e |       | 77e Csaba Csizmadia (en) · 79e Barna Bajkó | Arbitrage : Mark Clattenburg, Andrew Mario Parody, Denis Pérez González, Roger Lundback | Arbitrage : Mark Clattenburg, Andrew Mario Parody, Denis Pérez González, Roger Lundback |
|             | (Rapport)                                                  |       |                                            | Arbitrage : Mark Clattenburg, Andrew Mario Parody, Denis Pérez González, Roger Lundback | Arbitrage : Mark Clattenburg, Andrew Mario Parody, Denis Pérez González, Roger Lundback |

#### 3eplace
| 9 juin 2018 | Padanie           | 0 - 0 | Pays sicule | Queen Elizabeth II Stadium, Enfield Town, Angleterre                     |
|             |                   |       |             | Arbitrage : Utku Hamamcioglu, Isfendiyar Açiksoz, Zekai Tore, Fehim Dayi |
|             | (Rapport)         |       |             |                                                                          |
|             | Tirs au but 5 - 4 |       |             |                                                                          |

#### Finale
| 9 juin 2018 | Chypre du Nord                                                             | 0 - 0             | Ruthénie subcarpathique                                                                         | Queen Elizabeth II Stadium, Enfield Town, Angleterre                                  |                                                                                       |
| [ 154 ]     |                                                                            |                   |                                                                                                 | Arbitrage : Mark Clattenburg, Andrew Mario Parody, Denis Pérez González, David Murphy | Arbitrage : Mark Clattenburg, Andrew Mario Parody, Denis Pérez González, David Murphy |
| [ 154 ]     | (Rapport)                                                                  |                   |                                                                                                 | Arbitrage : Mark Clattenburg, Andrew Mario Parody, Denis Pérez González, David Murphy | Arbitrage : Mark Clattenburg, Andrew Mario Parody, Denis Pérez González, David Murphy |
| [ 154 ]     | Billy Mehmet (en) · Yasin Kurt · Kenan Oshan · Firat Ersalan · Halil Turan | Tirs au but 2 - 3 | Gergo Gyürki · György Toma · Zoltán Baksa (en) · István Sándor (footballer) (en) · Alex Svedjuk | Arbitrage : Mark Clattenburg, Andrew Mario Parody, Denis Pérez González, David Murphy | Arbitrage : Mark Clattenburg, Andrew Mario Parody, Denis Pérez González, David Murphy |

### Classement par tour

#### Premier tour
| 5 juin 2018 | Tibet     | 3 - 0 (Forfait) | Île de Man | Hayes Lane (en), Bromley, Angleterre                                             |
|             |           |                 |            | Arbitrage : Mario Guastafierro, Mario Sasso, Esposito Pasquale, Massimo Amitrano |
|             | (Rapport) |                 |            |                                                                                  |

| 5 juin 2018 | Matabeleland      | 0 - 0 | Kabylie | Queen Elizabeth II Stadium, Enfield Town, Angleterre                   |
|             |                   |       |         | Arbitrage : John McCallum, Tomaz Pirman, Ollie Potter, Kristian Michel |
|             | (Rapport)         |       |         |                                                                        |
|             | Tirs au but 3 - 4 |       |         |                                                                        |

| 5 juin 2018 | Abkhazie                                                                                        | 6 - 0 | îlam tamoul | Parkside, Aveley, Angleterre                                            |                                                                         |
|             | Ruslan Akhvlediani (en) 40e 71e · Shabat Logua 63e · Ruslan Shoniya 74e 88e · Astamur Tarba 83e |       |             | Arbitrage : Karl Parker, Tunde Adebayao, Igor Gorshkov, Clément Auclair | Arbitrage : Karl Parker, Tunde Adebayao, Igor Gorshkov, Clément Auclair |
|             | (Rapport)                                                                                       |       |             | Arbitrage : Karl Parker, Tunde Adebayao, Igor Gorshkov, Clément Auclair | Arbitrage : Karl Parker, Tunde Adebayao, Igor Gorshkov, Clément Auclair |

| 5 juin 2018 | Coréens Unies au Japon                                                         | 5 - 0 | Tuvalu | Large Lane, Bracknell, Angleterre                                             |                                                                               |
|             | Ken Tamiyama 18e · Lee Tong-soung 20e 58e · Sin Yong-ju 23e · Mun Su-hyeon 83e |       |        | Arbitrage : Leon Dastych, Martin Rauh, Alan Martinez-Loyola, Raymond Mashamba | Arbitrage : Leon Dastych, Martin Rauh, Alan Martinez-Loyola, Raymond Mashamba |
|             | (Rapport)                                                                      |       |        | Arbitrage : Leon Dastych, Martin Rauh, Alan Martinez-Loyola, Raymond Mashamba | Arbitrage : Leon Dastych, Martin Rauh, Alan Martinez-Loyola, Raymond Mashamba |

#### Second tour
| 7 juin 2018 | Île de Man | 0 - 3 (Forfait) | Matabeleland | Parkside, Aveley, Angleterre                                                     |
|             |            |                 |              | Arbitrage : Massimo Amitrano, Mario Guastafierro, Mario Sasso, Esposito Pasquale |

| 7 juin 2018 | Tuvalu                                   | 3 - 4 | îlam tamoul                                                 | Gander Green Lane (en), Sutton (Londres), Angleterre                          |                                                                               |
|             | Alopua Petoa 3e 73e · Sosene Vailine 55e |       | 7e 86e 90+1e Prashanth Ragavan · 90+4e Janojan Pathmanathan | Arbitrage : Leon Dastych, Alan Martinez-Loyola, Martin Rauh, Raymond Mashamba | Arbitrage : Leon Dastych, Alan Martinez-Loyola, Martin Rauh, Raymond Mashamba |
|             | (Rapport)                                |       |                                                             | Arbitrage : Leon Dastych, Alan Martinez-Loyola, Martin Rauh, Raymond Mashamba | Arbitrage : Leon Dastych, Alan Martinez-Loyola, Martin Rauh, Raymond Mashamba |

| 7 juin 2018 | Tibet               | 1 - 8 | Kabylie                                                                                   | Queen Elizabeth II Stadium, Enfield Town, Angleterre                     |                                                                          |
|             | Kalsang Topgyal 43e |       | 25e 74e 77e 87e Sami Boudia · 45e Ilyas Hadid · 59e 51e Enzo Mezaib · 81e Nadjim Bouabbas | Arbitrage : Clément Auclair, Igor Gorshkov, Karl Parker, Kristian Michel | Arbitrage : Clément Auclair, Igor Gorshkov, Karl Parker, Kristian Michel |
|             | (Rapport)           |       |                                                                                           | Arbitrage : Clément Auclair, Igor Gorshkov, Karl Parker, Kristian Michel | Arbitrage : Clément Auclair, Igor Gorshkov, Karl Parker, Kristian Michel |

| 7 juin 2018 | Abkhazie                                             | 2 - 0 | Coréens Unies au Japon | Hayes Lane (en), Bromley, Angleterre                                     |                                                                          |
|             | Ruslan Akhvlediani (en) 38e · Aleksandr Kogoniya 78e |       |                        | Arbitrage : Utku Hamamcioglu, Zekai Tore, Isfendiyar Açiksoz, Fehim Dayi | Arbitrage : Utku Hamamcioglu, Zekai Tore, Isfendiyar Açiksoz, Fehim Dayi |
|             | (Rapport)                                            |       |                        | Arbitrage : Utku Hamamcioglu, Zekai Tore, Isfendiyar Açiksoz, Fehim Dayi | Arbitrage : Utku Hamamcioglu, Zekai Tore, Isfendiyar Açiksoz, Fehim Dayi |

| 7 juin 2018 | Barawa    | 0 - 5 | Pendjab                                             | Gander Green Lane (en), Sutton (Londres), Angleterre             |                                                                  |
|             |           |       | 8e 65e 72e 90+2e Kamaljat Singh · 46e Nathan Minhas | Arbitrage : David Murphy, Tomaz Pirman, Ollie Potter, Givi Todua | Arbitrage : David Murphy, Tomaz Pirman, Ollie Potter, Givi Todua |
|             | (Rapport) |       |                                                     | Arbitrage : David Murphy, Tomaz Pirman, Ollie Potter, Givi Todua | Arbitrage : David Murphy, Tomaz Pirman, Ollie Potter, Givi Todua |

| 7 juin 2018 | Cascadie                                                       | 4 - 0 | Arménie occidentale | Hayes Lane (en), Bromley, Angleterre                                  |                                                                       |
|             | Calum Ferguson (en) 24e 62e · Max Oldham 54e · Yuri Farkas 79e |       |                     | Arbitrage : Ivan Mrkalj, Wilhelm Gurtler, Martin Helland, René Jacobi | Arbitrage : Ivan Mrkalj, Wilhelm Gurtler, Martin Helland, René Jacobi |
|             | (Rapport)                                                      |       |                     | Arbitrage : Ivan Mrkalj, Wilhelm Gurtler, Martin Helland, René Jacobi | Arbitrage : Ivan Mrkalj, Wilhelm Gurtler, Martin Helland, René Jacobi |

#### Troisième tour
| 9 juin 2018 | Île de Man | 0 - 3 (Forfait) | Tuvalu | Bedfont Recreation Ground, Bedfont, Angleterre                                 |
|             |            |                 |        | Arbitrage : Raymond Motumba, Alan Martinez-Loyola, Karl Parker, Tomoki Okuyama |

| 9 juin 2018 | Matabeleland       | 1 - 0 | îlam tamoul | Parkside, Aveley, Angleterre                                                   |                                                                                |
|             | Thabiso Ndlela 81e |       |             | Arbitrage : Vitaly Mazin, Valery Kravchenko, Aleksandr Demenko, Dmitrii Zhukov | Arbitrage : Vitaly Mazin, Valery Kravchenko, Aleksandr Demenko, Dmitrii Zhukov |
|             | (Rapport)          |       |             | Arbitrage : Vitaly Mazin, Valery Kravchenko, Aleksandr Demenko, Dmitrii Zhukov | Arbitrage : Vitaly Mazin, Valery Kravchenko, Aleksandr Demenko, Dmitrii Zhukov |

| 9 juin 2018 | Tibet              | 1 - 1 | Coréens Unies au Japon | St Paul's Sports Ground, Rotherhithe, Angleterre                |                                                                 |
|             | Tenzin Yougyal 20e |       | 84e (csc) Tenzin Gelek | Arbitrage : Ivan Mrkalj, René Jacobi, Igor Gorshkov, Givi Todua | Arbitrage : Ivan Mrkalj, René Jacobi, Igor Gorshkov, Givi Todua |
|             | (Rapport)          |       |                        | Arbitrage : Ivan Mrkalj, René Jacobi, Igor Gorshkov, Givi Todua | Arbitrage : Ivan Mrkalj, René Jacobi, Igor Gorshkov, Givi Todua |
|             | Tirs au but 1 - 4  |       |                        | Arbitrage : Ivan Mrkalj, René Jacobi, Igor Gorshkov, Givi Todua | Arbitrage : Ivan Mrkalj, René Jacobi, Igor Gorshkov, Givi Todua |

| 9 juin 2018 | Abkhazie                             | 2 - 0 | Kabylie | Parkside, Aveley, Angleterre                                            |                                                                         |
|             | Shabat Logua 29e · Georgi Zhanaa 56e |       |         | Arbitrage : Kristian Michel, Tomaz Pirman, Ollie Potter, Clement Aurier | Arbitrage : Kristian Michel, Tomaz Pirman, Ollie Potter, Clement Aurier |
|             | (Rapport)                            |       |         | Arbitrage : Kristian Michel, Tomaz Pirman, Ollie Potter, Clement Aurier | Arbitrage : Kristian Michel, Tomaz Pirman, Ollie Potter, Clement Aurier |

| 9 juin 2018 | Barawa    | 0 - 7 | Arménie occidentale | Queen Elizabeth II Stadium, Enfield Town, Angleterre                   |                                                                        |
|             |           |       | Norik Hovsepyan · David Hovsepyan · Artur Yedigaryan · Fabrice Guzel · Zaven Varjabetyan · Vahagn Militosyan (en) · Arman Mossian | Arbitrage : Leon Dastych, Wilhelm Gürtler, Martin Rauh, Martin Heiland | Arbitrage : Leon Dastych, Wilhelm Gürtler, Martin Rauh, Martin Heiland |
|             | (Rapport) |       | | Arbitrage : Leon Dastych, Wilhelm Gürtler, Martin Rauh, Martin Heiland | Arbitrage : Leon Dastych, Wilhelm Gürtler, Martin Rauh, Martin Heiland |

| 9 juin 2018                                                                                | Cascadie                                         | 3 - 3                                                                                                  | Pendjab                                       | St Paul's Sports Ground, Rotherhithe, Angleterre                                 |                                                                                  |
|                                                                                            | Hector Morales 45e · Calum Ferguson (en) 54e 60e | | 18e Rajpal Singh Virk · 24e 34e Nathan Minhas | Arbitrage : Mario Sasso, Mario Guastafierro, Esposito Pasquale, Massimo Amitrano | Arbitrage : Mario Sasso, Mario Guastafierro, Esposito Pasquale, Massimo Amitrano |
|                                                                                            | (Rapport)                                        | |                                               | Arbitrage : Mario Sasso, Mario Guastafierro, Esposito Pasquale, Massimo Amitrano | Arbitrage : Mario Sasso, Mario Guastafierro, Esposito Pasquale, Massimo Amitrano |
| James Riley · Charlie Gregory · Jordan Wilson · Max Oldham · Hamza Haddadi · Keaton Levock | Tirs au but 3 - 4                                | Amar Singh Purewal · Sufyan Zia · Rajpal Singh Virk · Jhai Singh Dhillon · Kamaljat Singh · Arjun Jung |                                               | Arbitrage : Mario Sasso, Mario Guastafierro, Esposito Pasquale, Massimo Amitrano | Arbitrage : Mario Sasso, Mario Guastafierro, Esposito Pasquale, Massimo Amitrano |

## Statistiques, classements et buteurs

### Classement final
| No | Équipe                  | J | V | N | D | BM | BE | DB  | Pts |
| -- | ----------------------- | - | - | - | - | -- | -- | --- | --- |
| 1  | Ruthénie subcarpathique | 6 | 4 | 2 | 0 | 15 | 5  | +10 | 14  |
| 2  | Chypre du Nord          | 6 | 3 | 3 | 0 | 17 | 6  | +11 | 12  |
| 3  | Padanie                 | 6 | 4 | 1 | 1 | 21 | 5  | +16 | 13  |
| 4  | Pays sicule             | 6 | 3 | 1 | 2 | 16 | 7  | +9  | 10  |
| 5  | Pendjab                 | 6 | 2 | 2 | 2 | 17 | 7  | +10 | 8   |
| 6  | Cascadie                | 6 | 3 | 1 | 2 | 17 | 11 | +6  | 10  |
| 7  | Arménie occidentale     | 6 | 3 | 1 | 2 | 12 | 8  | +4  | 10  |
| 8  | Barawa                  | 6 | 2 | 0 | 4 | 7  | 22 | -15 | 6   |
| 9  | Abkhazie                | 6 | 4 | 1 | 1 | 15 | 4  | +11 | 13  |
| 10 | Kabylie                 | 6 | 1 | 1 | 4 | 8  | 15 | -7  | 4   |
| 11 | Coréens Unies au Japon  | 6 | 1 | 1 | 4 | 7  | 4  | +3  | 4   |
| 12 | Tibet                   | 5 | 0 | 1 | 4 | 4  | 20 | -16 | 1   |
| 13 | Matabeleland            | 5 | 2 | 1 | 2 | 5  | 12 | -7  | 7   |
| 14 | îlam tamoul             | 6 | 1 | 0 | 5 | 4  | 22 | -18 | 3   |
| 15 | Tuvalu                  | 5 | 1 | 0 | 5 | 4  | 24 | -20 | 3   |
| 16 | Île de Man              | 3 | 2 | 0 | 1 | 6  | 3  | +3  | 6   |

### Classement des buteurs
| 6 buts - Kamaljat Singh 5 buts - Giacomo Innocenti - Halil Turan - Barna Bajkó - Calum Ferguson (en) 4 buts - Guilo Valente - Billy Mehmet (en) - Sami Boudia - Ruslan Akhvlediani (en) 3 buts - Szilárd Magyari - Federico Corno - Ugur Gök - Amar Singh Purewal - Nathan Minhas - Zsolt Gajdos (en) - Ronald Takács (en) - Ruslan Shoniya - Prashanth Ragavan - Vahagn Militosyan (en) 2 buts - Kalsang Topgyal - Stephen Whitley - Sam Caine - Gabriele Piantoni - Riccardo Ravasi - Alopua Petoa - Gurjit Singh - Rajpal Singh Virk - Shaun Lucien - Mohammed Bettamer - Josh Doughty - Joel Nouble (en) - Tayshan Hayden-Smith - Yuri Farkas - Hector Morales - Dmitri Maskayev (en) - Shabat Logua - Vicken Valenza-Berberian - Arman Mossian - Alex Svedjuk - Gergo Gyürki - György Toma - Shylock Ndlovu - Thabiso Ndlela - Mun Su-hyeon - Lee Tong-soung - Enzo Mezaib - Csaba Csizmadia (en) | 1 but - Pema Lhundup - Tenzin Yougyal - Frank Jones - Jack McVey - William Rosset - Andrea Rota - Gianluca Rolandone - Ersid Pllumbaj - Nicolò Pavan - Ünal Kaya - Serhan Önet - Kenan Oshan - Tansel Ekingen - Etimoni Timuani - Sosene Vailine - István Fülöp (footballer) (en) - Arthur Györgyi - László Hodgyai - László Szocs - Zsolt Tankó - Lóránd Fülöp (en) - Georgi Zhanaa - Astamur Tarba - Vladimir Argun - Aleksandr Kogoniya - Hamza Haddadi - Max Oldham - Sipho Mlalazi - István Sándor (footballer) (en) - György Sándor (footballer) (en) - Csaba Peres - Amarvir Singh Sandhu - Solomon Sambou - Gianni Crichlow - Shaquille Ismail - Norik Hovsepyan - David Hovsepyan - Artur Yedigaryan - Fabrice Guzel - Zaven Varjabetyan - Ken Tamiyama - Sin Yong-ju - Janojan Pathmanathan - Ilyas Hadid - Nadjim Bouabbas 1 but contre son camp (csc) - Ayuub Ali (face à Chypre du Nord) - Tenzin Gelek (face au Coréens Unies au Japon) |

### Récompenses annexes
| Prix                  | Lauréat            |
| --------------------- | ------------------ |
| Meilleur gardien      | Bela Fejer Csongor |
| Meilleur buteur       | Kamaljat Singh     |
| Meilleur jeune joueur | Sami Boudia        |

## Controverses
Après la fin de la phase de groupes, l’Île de Man a protesté contre le fait que la sélection de Barawa ait pu remplacer son équipe après le début du tournoi, apparemment en contradiction avec les règles du tournoi. L'ajout du joueur, Mohamed Bettamer, un ancien international libyen, a été autorisé par ConIFA, qui a déclaré que c'était un changement de règle, mais qui n'a pas informé les 15 autres équipes de la compétition, qui avaient soumis leurs propres listes d'effectif selon le livre de règles publié avant le tournoi. L’Île de Man a lancé un appel contre la mise en service d'un joueur apparemment inéligible par l'équipe de Barawa, qui, lors d'une première réunion du comité du tournoi, a été confirmée, avant d'être annulée par la suite. En conséquence, l’Île de Man s'est retiré du reste du tournoi, et le Tibet, son adversaire du premier tour de classement, s'est vu attribuer une victoire 3-0. Leur place dans les installations restantes ont été prises par la sélection de l'Archipel des Chagos.
Le 7 juin 2018, une réunion du Comité exécutif de la ConIFA a décidé d'expulser provisoirement la Manx Independent Football Alliance de l'organisation, sous réserve de ratification lors de l'Assemblée générale annuelle de janvier 2019.
Lors de la rencontre entre Matabeleland et l'Archipel des Chagos, l'ancien gardien de but du Liverpool FC est ancien international de l'Équipe du Zimbabwe de football Bruce Grobbelaar âgé de 60 ans a joué une partie de la rencontre dans la cage de but pour Matabeleland.

### Matchs de remplacement
| 5 juin 2018 | Tibet     | 0 - 4 | Sélection Turque de Londres    | Hayes Lane (en), Bromley, Angleterre                                             |                                                                                  |
|             |           |       | Hassan Nalbant · Ali Uyar Avci | Arbitrage : Mario Guastafierro, Mario Sasso, Esposito Pasquale, Massimo Amitrano | Arbitrage : Mario Guastafierro, Mario Sasso, Esposito Pasquale, Massimo Amitrano |
|             | (Rapport) |       |                                | Arbitrage : Mario Guastafierro, Mario Sasso, Esposito Pasquale, Massimo Amitrano | Arbitrage : Mario Guastafierro, Mario Sasso, Esposito Pasquale, Massimo Amitrano |

| 7 juin 2018 | Archipel des Chagos | 0 - 1 | Matabeleland       | Parkside, Aveley, Angleterre                                                     |                                                                                  |
|             |                     |       | 60e Musa Sthamburi | Arbitrage : Massimo Amitrano, Mario Guastafierro, Mario Sasso, Esposito Pasquale | Arbitrage : Massimo Amitrano, Mario Guastafierro, Mario Sasso, Esposito Pasquale |
|             | (Rapport)           |       |                    | Arbitrage : Massimo Amitrano, Mario Guastafierro, Mario Sasso, Esposito Pasquale | Arbitrage : Massimo Amitrano, Mario Guastafierro, Mario Sasso, Esposito Pasquale |

| 9 juin 2018 | Archipel des Chagos | 1 - 6 | Tuvalu                                                                                             | Bedfont Recreation Ground, Bedfont, Angleterre                                 |                                                                                |
|             | Ivanov Leonce 28e   |       | 8e 63e Okilani Tinilau (en) · 20e 81e Matti Uaelasi · 26e (csc) Nicolas Oride · 71e Sosene Vailine | Arbitrage : Raymond Motumba, Alan Martinez-Loyola, Karl Parker, Tomoki Okuyama | Arbitrage : Raymond Motumba, Alan Martinez-Loyola, Karl Parker, Tomoki Okuyama |
|             | (Rapport)           |       | | Arbitrage : Raymond Motumba, Alan Martinez-Loyola, Karl Parker, Tomoki Okuyama | Arbitrage : Raymond Motumba, Alan Martinez-Loyola, Karl Parker, Tomoki Okuyama |

### Classement des buteurs
3 buts      
- Hassan Nalbant

2 buts    
- Okilani Tinilau (en)
- Matti Uaelasi

1 but  
- Sosene Vailine
- Musa Sthamburi
- Ivanov Leonce
- Ali Uyar Avci

1 but contre son camp   (csc)
- Nicolas Oride (face au Tuvalu)

## Documentaires
- Documentaire de la Paddy Power sur la Coupe du monde de football ConIFA 2018 et la ConIFA (Paddy Power (en))
- Coupe du monde de football ConIFA: Comment le football peut-il donner du pouvoir aux gens? (TRT World)
- Le Doc de 7 à la Une: La Coupe du monde des peuples sans état (RTBF)